# 마료
마료(일본어: 馬寮 메료우[*], 일본어: 馬寮 우마노츠카사[*])란 일본의 율령제의 관서 중 하나이다. 당명은 전구(일본어: 典厩 텐큐우[*]). 좌마료(일본어: 左馬寮 사메료우[*])와 우마료(일본어: 右馬寮 우메료우[*])로 나뉘었다.
여러 율령국의 목장에서 공물로 바친 조정 소유의 말의 사육 및 조련을 맡는 관서였다. 공물로 바쳐진 말들은 마료 직할의 구사(마구간)나 목장(료목, 근도목)에서 사육하거나 주변 율령국에 하청을 명하여 사육시켰다. 그리고 군사 및 의식 때 말이 필요할 때 말을 끌고 나와 필요한 부서에 공급했다.
마료의 관인들은 무관으로서 검의 패용이 허용되었다. 훗날에는 마료 관리들이 검비위사를 보조하여 치안을 담당하기도 했다.